# Aéroport d'Upington
L'aéroport d'Upington (code IATA : UTN • code OACI : FAUP) est un aéroport sud-africain situé à Upington, dans la province du Cap-du-Nord. Avec 4 900 mètres, la piste 17/35 est l'une des plus longues pistes existantes dans le monde. L'altitude élevée de l'aéroport, les très fortes températures estivales et le fait qu'il a été conçu pour le Boeing 747 expliquent l'extrême longueur de la piste principale.

## Histoire
Avec la chute du colonialisme portugais en Angola, South African Airways a perdu ses droits d'atterrissage à Luanda. En plus des restrictions de survol des États d'Afrique, il était à craindre que le pays pourrait perdre ses droits d'atterrissage en Côte d'Ivoire et sur Sal (Cap-Vert).
La piste a été construite pour accueillir un Boeing 747 avec une pleine charge de passagers, de marchandises et de carburant, de sorte qu'il pourrait s'envoler pour l'Europe sans avoir à faire escale en cours de chemin. Upington a été choisi en raison de sa position stratégique, de la disponibilité des terres et de la plus faible altitude que Johannesbourg.
Cet aéroport a été ouvert en 1968 sous le nom de Pierre van Ryneveld. 
De août 1976 à décembre 1996, South African Airways a utilisé Upington comme station de ravitaillement pour ses deux vols hebdomadaires programmés en Boeing 747 à destination de Londres et de Zurich.

## Situation
'
| Bloemfontein Mthatha Skukuza Richards Bay Polokwane/Pietersburg Pietermaritzburg Prétoria-Wonderboom Ulundi Upington Pilanesberg Le Cap Phalaborwa Port Elizabeth Kruger Mpumalanga Kimberley Mala Mala Durban George Plettenberg · Bay Hoedspruit Jo'bourg-Lanséria Jo'bourg-OR Tambo East London |

Carte statique des aéroports d'Afrique du Sud.Carte dynamique des aéroports d'Afrique du Sud.

## Compagnies aériennes et destinations
| Compagnies | Destinations                   |
| ---------- | ------------------------------ |
| Airlink    | Johannesbourg OR Tambo, Le Cap |

Actualisé le 21/11/2023

## Statistiques
Pour des raisons techniques, il est temporairement impossible d'afficher le graphique qui aurait dû être présenté ici.

Voir la requête brute et les sources sur Wikidata.